# Sorcerers of Dobu
Sorcerers of Dobu (Die Zauberer von Dobu), mit vollständigem Originaltitel: Sorcerers of Dobu. The Social Anthropology of the Dobu Islanders of the Western Pacific (Die Zauberer von Dobu. Die Ethnologie der Dobu-Insulaner des westlichen Pazifiks) ist eine anthropologische Studie über die Rolle von Zauberei und schwarzer Magie in der westpazifischen Gesellschaft von Dobu. Der Autor Reo Fortune (1903–1979) war ein in Neuseeland geborener Sozialanthropologe, ursprünglich wurde er als Psychologe ausgebildet. Er lebte über einen längeren Zeitraum unter den Eingeborenen und wurde schließlich in den magischen Glauben der Gesellschaft eingeweiht. Die Einheimischen glaubten, er sei der zurückgekehrte Geist eines Toten, da er ihre Sprache und Bräuche verstand.
In dieser Studie über die Glaubenssysteme und das magische Denken auf der zu Papua-Neuguinea gehörenden Insel Dobu beschrieb Reo Fortune den Charakter der Dobu-Insulaner als "paranoid", besessen von schwarzer Magie und mit einer äußerst ungewöhnlichen Einstellung zu Sex und Gewalt. Das Buch ist seiner damaligen Frau Margaret Mead gewidmet und nimmt einige der Erkenntnisse von Claude Lévi-Strauss über die Ehe zwischen Cousins und Cousinen vorweg. Bronisław Malinowski schrieb eine Einführung zu dem Werk.
Seit seiner ersten Veröffentlichung im Jahr 1932 gilt "Die Zauberer von Dobu" als eine reichhaltige Quelle für Informationen über die primitive Psychologie und es enthält eine soziologische Analyse der komplexen Stammesorganisation der Dobuaner. Es gilt als ein Klassiker der Ethnologie.
Lucien Lévy-Bruhl zog in seinem Buch La Mythologie Primitive das Werk Reo Fortunes mit seiner Darstellung aus der mythischen Welt der Papua des Öfteren heran.
In jüngeren Arbeiten von Susanne Kuehling zur Insel Dobu wurde das von Reo Fortune und Ruth Benedict gezeichnete Bild der Dobu-Insulaner als einer paranoiden und kriegerischen Gesellschaft in Frage gestellt.